# Aérodrome d'Aramac
L’aéroport d'Aramac (code IATA : AXC • code OACI : YAMC) est situé à Aramac en Australie.